# Азанія
Азані́я (Країна зінджей; Azania) — давньогрецька назва східного узбережжя Африки.
Згідно з античними авторами (Псевдо-Арріан, кінець I століття до н. е.), назва поширювалась на територію від півострова Сомалі на південь до острова Занзібар. Населення корилось владі царя арабської держави в Південній Аравії. В середньовічних мусульманських письменних джерелах Азанія називалась Країною зінджів.